# Vonore
Vonore è un comune degli Stati Uniti d'America, situato nello Stato del Tennessee, diviso tra la Contea di Blount e la Contea di Monroe.